# 図形処理情報センター
図形処理情報センター（ずけいしょりじょうほうセンター）は1980～1990年代に存在した日本の企業、出版社。コンピュータグラフィックス研究専門の月刊雑誌『図形と画像』、のち『PIXEL』を発行し、日本のコンピュータグラフィックス研究の黎明期から発展期において、多くの研究論文を誌上で紹介し、研究者の育成に当時唯一の専門メディアとして大きく貢献した。そのカラー表紙は毎月号、先進的な図形処理アルゴリズムに基づくCG作品によって飾られ、コンピュータグラフィックスの普及に大きな役割を果たした。また編集長河内隆幸は社団法人日本コンピュータグラフィックス協会（現財団法人デジタルコンテンツ協会)、NICOGRAPHの発足にも尽力した。『PIXEL』は1998年ごろCD-ROMマガジンとなり、その後休刊となった。シンポジウムの企画、研究者の交流など事業の一部は2003年発足した非営利組織メディアフォーラム（代表・河内隆幸）に引き継がれている。

## 「PIXEL」への主な寄稿者、作品提供者
- 青木由直
- 安居院猛
- 稲蔭正彦
- 大口孝之
- 大野義夫
- 大村皓一
- 笠原順三
- 金子満
- 河口洋一郎
- 草原真知子
- 白田耕作
- 中嶋正之
- 中前栄八郎
- 西田友是
- 野地朱真
- 畠中兼司
- 英憲悦
- 藤幡正樹
- 渕上季代絵
- 外園勉
- 松島克守
- 美多幸夫
- 三井秀樹
- 横井茂樹
- 安田孝美
- 山口富士夫
- 吉成真由美
- アニメーション・スタッフルーム
- オムニバス・ジャパン
- 大阪大学
- 北海道大学
- 日本電子専門学校
- GKインダストリアルデザイン
- JCGL
- 白組
- トーヨーリンクス
- SEDIC（西武デジタルコミュニケーションズ）